# Арабска тимелия
Арабска тимелия (Turdoides squamiceps) е вид птица от семейство Leiothrichidae.

## Разпространение
Видът е разпространен в Египет, Израел, Йордания, Йемен, Оман, Обединените арабски емирства, Палестина и Саудитска Арабия.